# 罗沙岩遗址
罗沙岩遗址，位于中国广东省肇庆市封开县河儿口镇庙边村后山，为广东省文物保护单位，类型为古遗址，公布时间为 2008年11月18日。
罗沙岩遗址的历史年代为旧石器时代。